# Atsushi Inoue
Atsushi Inoue (japanisch 井上 敦史 Inoue Atsushi; * 28. Mai 1977 in Niiza) ist ein ehemaliger japanischer Fußballspieler.

## Karriere
Inoue erlernte das Fußballspielen in der Schulmannschaft der Saitama Urawa High School und der Universitätsmannschaft der Universität Tsukuba. Seinen ersten Vertrag unterschrieb er 2000 bei Consadole Sapporo. Der Verein spielte in der zweithöchsten Liga des Landes, der J2 League. 2000 wurde er mit dem Verein Meister der Liga und stieg in die erste Liga auf. Am Ende der Saison 2002 stieg der Verein wieder in die zweite Liga ab. 2004 wechselte er zum Drittligisten Yokogawa Musashino. 2007 wechselte er zum Ligakonkurrenten Gainare Tottori. 2010 wurde er mit dem Verein Meister der Japan Football League und stieg in die J2 League auf. Ende 2012 beendete er seine Karriere als Fußballspieler.